# Vlag van Driesum

Vlag van Driesum

De vlag van Driesum is de dorpsvlag van het Nederlandse dorp Driesum, in de Friese gemeente Dantumadeel. De vlag werd in 1999 geregistreerd.

## Beschrijving
De beschrijving van de vlag is als volgt:
Twee horizontale banen zwart-geel, met bij de broeking langs een verticale groene baan met een lengte, gelijk aan 1/2 vlaghoogte; over alles heen een oranje kruis, waarvan de armen naar de broek-, boven- en onderzijde een gelijke lengte hebben en de arm naar de vluchtzijde van onbepaalde lengte is; het kruis bestaat uit vier uit elkaar op het snijpunt van de armen rakende punten; alle punten hebben op de vlagzijden een basis met een lengte van 1/5 vlaghoogte; op het groen in de broektop een witte roos met gele knop en punten.
De kleuren zijn afkomstig van het dorpswapen.

## Symboliek
- Groene velden: staan voor de weiden en de houtwallen rond het dorp.[2]
- Zwart en geel veld: beeldt de overgang uit van zandgrond naar kleigrond.[2]
- Oranje kruis: vereenvoudigde weergave van de wortelteelt in het dorp. Het getal vier duidt op de vier wegen die in het dorp bij elkaar komen.[2]

Roos: ontleend aan het wapen van de familie Van Sytzama. Dit geslacht bewoonde onder meer de plaatselijke Rinsma State.